# Rachniwka
Rachniwka (ukr. Рахнівка, pol. hist. Rachnówka) – wieś na Ukrainie, w obwodzie winnickim, w rejonie hajsyńskim, na wschodnim Podolu.
W czasach I Rzeczypospolitej Rachnówka leżała w województwie bracławskim w prowincji małopolskiej Korony Królestwa Polskiego. W 1789 była prywatną wsią należącą do Czartoryskich. Odpadła od Polski w wyniku II rozbioru.

## Urodzeni
- Wasyl Stus
- Juliusz Lubicz-Lisowski, aktor